# Koksgabel

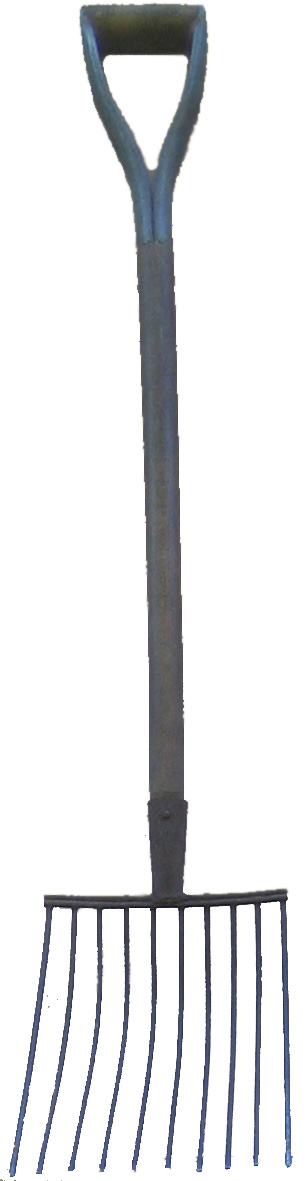
Koksgabel

Eine Koksgabel ist eine schaufelförmige Gabel mit zehn oder mehr Zinken, die – ähnlich einem Spaten – mit einem stabilen Stiel mit T- oder D-Griff versehen ist.

## Verwendung
Die Koksgabel wird vor allem dazu verwendet, Koks oder Kohle in den Heizungskeller zu schaufeln. Die Gabel besteht aus Stahl, der Stiel aus stabilem Eschen-, Buchen- oder Eichenholz. Eine spitze Gabel lässt sich wesentlich besser in einen Koks- oder Kohlenhaufen „stechen“ als eine Schaufel.
Da die vier Zinken einer Mistgabel aber so weit auseinanderstehen, dass der Koks dazwischen hindurch fallen würde, entwickelte man eine Gabel mit wesentlich mehr Zinken in geringerem Abstand. Sie vereinigt also die Vorzüge einer spitzen Mistgabel mit der Form einer Schaufel.
Da sie in Form und Funktion der etwas kleineren Steingabel mit acht oder neun Zinken gleicht, eignet sich die Koksgabel auch dazu, Schotter oder Pflastersteine zu schaufeln.

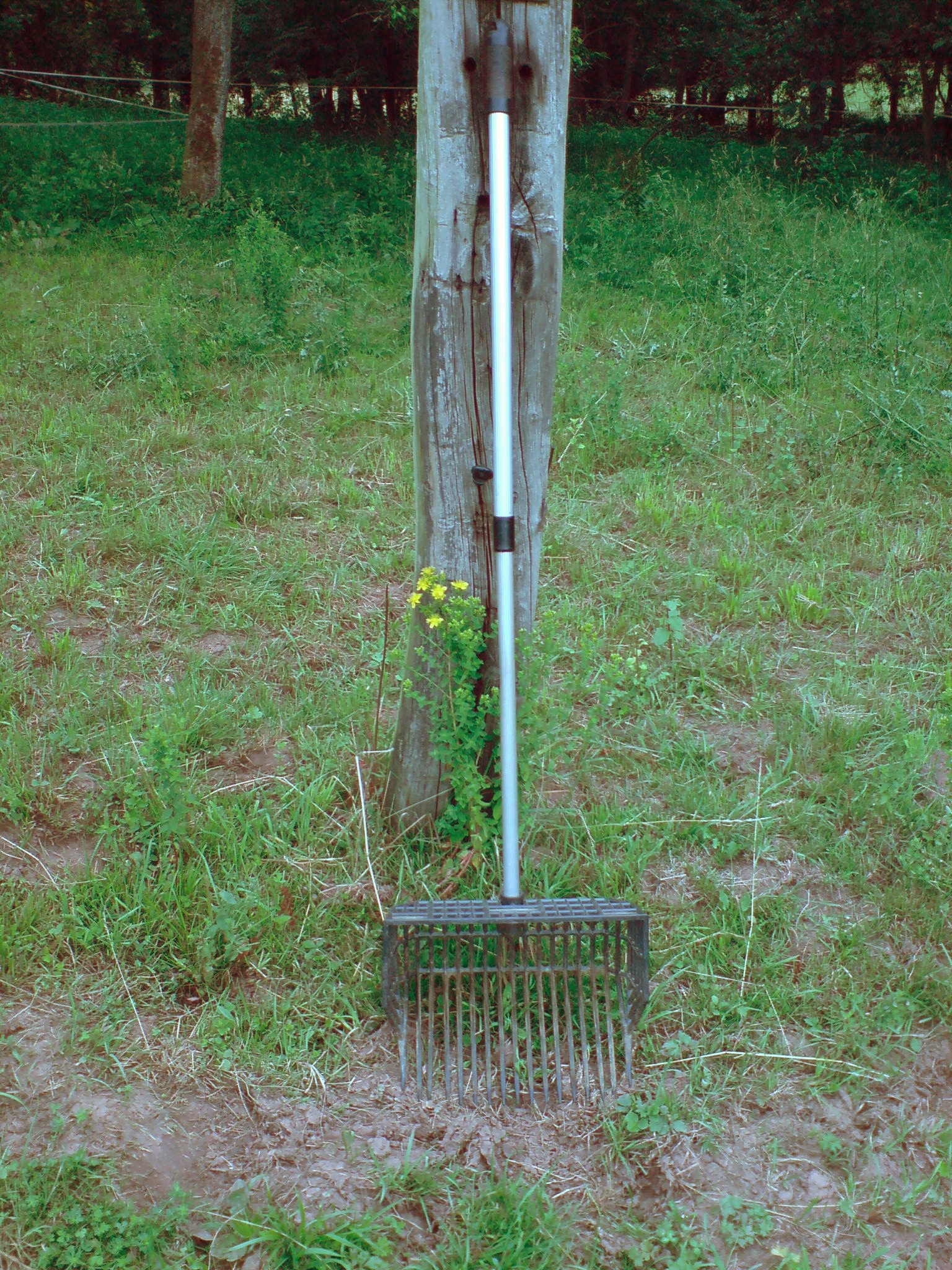
Eine moderne Bollengabel

Zuweilen wird sie von Pferdebesitzern, da auch Pferdeäpfel nicht durchfallen können, zum Beseitigen derselben aus dem Boxeneinstreu oder der Reithalle benutzt. Da sie aber ihres Gewichtes wegen recht unhandlich ist, wurde sie für diesen Zweck zur wesentlich leichteren Bollengabel weiterentwickelt.
Diese ist in verschiedenen Formen, zumeist aus Kunststoff und Aluminium gefertigt, erhältlich.
In Form und Aussehen ebenfalls ähnlich sind die Kartoffel- und Rübengabeln. Deren Zinken sind allerdings am Ende nicht spitz, sondern kugelförmig, um die Früchte beim Aufschaufeln nicht zu beschädigen.